# Micromonas

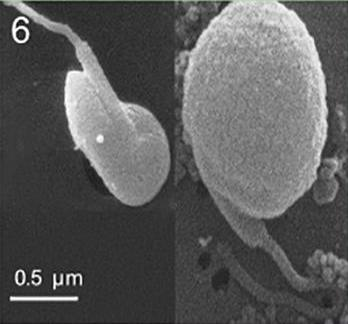
Mikroskopische Aufnahme von M. pusilla

Micromonas ist eine Gattung einzelliger Grünalgen in der Familie Mamiellaceae mit Typusart Micromonas pusilla.
Bevor 2016 eine zweite Art, Micromonas commoda, beschrieben wurde, galt dieser Holotyp als einzige Art der Gattung,
was dazu führte, dass unverhältnismäßig viele Forschungsarbeiten innerhalb der Gattung sich mit dieser Art befassten. Es wird vermutet, dass sie die dominierende photosynthetische Picoeukaryote (kleinste Eukaryoten) in einigen marinen Ökosystemen ist.
Im Gegensatz zu vielen anderen Meeresalgen ist sie sowohl in warmen als auch in kalten Gewässern weit verbreitet.
Sie ist sehr motil (ein guter Schwimmer) und zeigt eine phototaxische Reaktion.
Von dieser Grünalgengattung zu unterscheiden sind:
- eine Bakterien-Gattung Parvimonas Tindall & Euzeby 2006, ursprünglich auch als Micromonas Murdoch & Shah 2000 bezeichnet;[9]
- Micromonas Borrel 1902, gemäß Erstbeschreibung zu den Protozoen gezählt und ist somit unter der zoologischen Nomenklatur ICZN zu betrachten.[3]

## Entdeckung
Micromonas pusilla gilt als das erste untersuchte Art des Picoplanktons, in den 1950er Jahren von R. Butcher entdeckt und zunächst Chromulina pusilla genannt. Später, in den 1960er Jahren, lieferten elektronenmikroskopische Aufnahmen der englischen Wissenschaftlerinnen Irene Manton und Mary Parke weitere Details über M. pusilla.

## Etymologie
Der Gattungsname Micromonas deutet darauf hin, dass es sich bei diesen Organismen um sehr kleine (micro-) Monaden, d. h. (eukaryotische Einzeller) handelt.
- Das Art-Epitheton pusilla ist ein lateinisches Adjektiv und bedeutet ebenfalls „sehr klein“.[11]
- Das Art-Epitheton polaris deutet auf die Lebensweise von M. polaris in kalten, polaren Meeresregionen hin.
- Das Art-Epitheton commoda bezieht sich auf die „Einfachheit und Bequemlichkeit“ der Kultivierung und Vermehrung von M. commoda hin, die in „künstlichem Meerwasser“ (d. h. Standardmedien für Meeresalgen) gut gedeiht.[12]

## Morphologie
Micromonas ist eine Gattung kleiner, einzelliger, birnenförmiger Mikroalgen, die keine Zellwand haben.
Wie andere Vertreter ihrer Klasse haben sie ein einziges Mitochondrium und auch einen einzigen Chloroplasten,  der fast die Hälfte der Zelle ausmacht.
Sie sind motil (in der Lage zu schwimmen), da sie ein schuppenloses Flagellum (Geißel) besitzen.
Die Axonem-Struktur des Flagellums dieser Gattung unterscheidet sich von anderen insofern, als die peripheren Mikrotubuli nicht bis zum Ende des zentralen Paars Mikrotubuli reichen, was eine Untersuchung der Bewegung des zentralen Paars mit optischen Methoden ermöglicht:
Bei Micromonas dreht sich das zentrale Paar ständig gegen den Uhrzeigersinn, unabhängig von der Bewegung anderer Komponenten des Flagellums.
Während die Zellgröße und -Form sowie die Stelle, an der die Geißel in der Zelle wurzelt, innerhalb der Gattung bei den verschiedenen Spezies, Stämmen und genetischen Kladen ähnlich sind, gibt es eine Variation der Längen der Geißeln.

## Empfindlichkeit gegenüber Antibiotika
Die Empfindlichkeit gegenüber Antibiotika wurde mit einem einzigen Stamm von M. pusilla bestimmt, um  axenische Kulturen für Studien und Experimente zu erzeugen.
Es wurde mit einer Reihe von Antibiotika getestet, um die möglichen Auswirkungen des jeweiligen Antibiotikums zu ermitteln. Ergebnis:
- Resistenz:[17] Benzylpenicillin, Gentamicin, Kanamycin, Neomycin, Streptomycin
- Empfindlichkeit:[17] Chloramphenicol, Polymyxin B

Bei M. pusilla ist die Empfindlichkeit gegenüber einem Antibiotikum wahrscheinlich eher durch die Beeinträchtigung des Wachstums als durch eine tödliche Wirkung definiert, wenn das betreffende Antibiotikum in bakteriziden Mengen verabreicht wird. Die Empfindlichkeit anderer Stämme von M. pusilla gegenüber dieser Reihe von Antibiotika sollte dieselbe sein.

## Arten
Gattung: Micromonas I. Manton & M. Parke, 1960. Arten:
- Micromonas bravo Simon, Foulon & Marin, 2017
- Micromonas commoda Baren, Bachy & Worden, 2016[18] (ursprünglich M. pusilla Stamm LAC38)[19]
- Micromonas polaris Simon, Foulon & Marin, 2017[19]
- Micromonas pusilla (Butcher 1952) Manton & Parke, 1960 (Holotyp)[3] (ursprünglich Chromulina pusilla); inkl. Micromonas pusilla CCMP1545, Micromonas sp. CCMP490, RCC114, RCC498, RCC647, RCC692, RCC833, RCC834, RCC835.[1]

Daneben gibt es nach NCBI noch eine ganze Reihe von möglichen weiteren Spezies mit vorläufigen Namen.
Trotz Ähnlichkeit in Morphologie und Lebensraum kann M. pusilla in 3 bis 5 verschiedene Kladen unterteilt werden.
Die gefundenen unterschiedlichen Anteile der Kladen in verschiedenen Orten im gesamten marinen Ökosystem führten zu der Hypothese, dass diese Kladen aufgrund der Besetzung von Nischen (räumliche Aufspaltung und Spezialisierung) und der Anfälligkeit für Virusinfektionen (s. u.) entstehen.
Verschiebungen (Auswahl):
- Micromonas squamata Manton & Parke, 1960 zu Mantoniella squamata (Manton & Parke) Desikachary, 1972 (Synonym)

## Genomik

### Evolution
Micromonas hat sich schon früh von der Abstammungslinie getrennt, die zu allen modernen Landpflanzen geführt hat. Die einzelnen Arten der Gattung weisen sehr ähnliche Gensequenzen der 16S SSU rRNA auf. Der Vergleich dieser Sequenzen ermöglicht die Identifizierung der verschiedenen Arten und Kladen innerhalb der Gattung. Allerdings gibt einen vergleichsweise hohen Anteil an Genen die  bei einzelnen Arten der Gattung vorhanden sind oder komplett fehlen, ein Umstand, der als Ergebnis eines intensiven horizontalen Gentransfers (HGT) gedeutet wird.
Bei Micromonas pusilla wurde erstmals die Existenz von Introner-Elementen postuliert.

### Isolierung von Stämmen
Das Referenzgenom von Micromonas pusilla wurde von einem Stamm, RCC299 (alias NOUM17), erstellt, der 1998 aus einer Probe aus dem äquatorialen Pazifik isoliert wurde. Dieser Stamm wird seitdem kontinuierlich kultiviert und ist bei der Roscoff Culture Collection (RCC) erhältlich. Im Jahr 2005 wurde zudem eine monoklonale Kultur des Stammes isoliert. Dieser axenische Stamm ist beim Center for Culture of Marine Phytoplankton (CCMP) unter der Bezeichnung CCMP2709 erhältlich. Seitdem wird noch ein anderer Stamm CCMP1545, der aus Küstengewässern gemäßigten Klimas isoliert wurde, sequenziert (Stand Januar 2022).

### Genom-Aufbau
Das gesamte Genom von Micromonas sp. wurde erstmals 2014 mit Hilfe von Shotgun-Sequenzierung entschlüsselt. Das Micromonas-Genom hat eine Gesamtgröße von etwa 19 Mbp (Mega-Basenpaaren), die jedoch je nach Art und Stamm leicht variiert. Es besteht aus 17 Chromosomen und hat einen GC-Gehalt von 59 %.
Basierend auf offenen Leserahmen kodiert das Genom für etwa 10.000 Proteine und 70 funktionelle RNAs.

## Zelluläre Mechanismen

### Zellwachstum und -teilung
Micromonas pflanzt sich ungeschlechtlich durch Zweiteilung (Schizotomie) fort.
M. pusilla zeigt einen Tagesrhythmus, in dem optische Merkmale (wie etwa Zellgröße und Lichtstreuung) im Lauf des Tages schwanken. Diese Merkmale nehmen während des Zeitraums mit Licht (am Tag) zu, gefolgt von einer Abnahme während der Zeit ohne Licht (Nacht).
Insbesondere folgt die Expression von Genen für Proteine, die mit der Zellproliferation (Zellwachstum und -teilung), der Lipid- und Zellmembranrestrukturierung zusammenhängen, diesem Tagesrhythmus.

### Lichtsammelkomplex
Insgesamt unterscheiden sich die Lichtsammelkomplexe von Micromonas von denen anderer Grünalgen durch ihre Pigmentzusammensetzung und durch eine Stabilität unter ungünstigen Bedingungen.
Das Lichtsammelsystem (englisch light-harvesting system, wörtlich übersetzt Licht-Ernte-System, vgl. Energy Harvesting) der Micromonas-Arten ist jedoch ähnlich dem der anderen Mitglieder der Klasse Mamiellophyceae, es verfügt über dieselben Photosynthesepigmente, darunter die weit verbreiteten Chlorophylle a und b (Chl a und b), sowie Prasinoxanthin (Xanthophyll K).
Die meisten Xanthophylle liegen im oxidierten Zustand vor; diese weisen Ähnlichkeiten mit denen anderer wichtiger Meeresplanktonarten wie Kiesel-, Gold- und Braunalgen sowie Dinoflagellaten auf.
Darüber hinaus gibt es ein weiteres Chlorophyll-Variante namens Chl cCS-170 (d. h. aus der c-Gruppe der Chlorophylle), das in einigen Stämmen von Micromonas wie auch Ostreococcus, die in tieferen Teilen des Ozeans leben, gefunden werden kann. Dies könnte eine Anpassung an Umgebungen mit geringer Lichtintensität darstellen.
Über diese Besonderheit hinaus sind die Micromonas-Lichtsammelkomplexe gegen hohe Temperaturen und die Anwesenheit von Detergenzien resistent.

### Peptidoglykan-Biosynthese
Als Mitglied der Chloroplastida (Charophyta, Grünalgen und Landpflanzen) besitzt Micromonas Chloroplasten, die im Gegensatz zu denen der Glaucophyten-Algen keine sie umgebende Peptidoglykanschicht besitzen. Dennoch wurde bei M. pusilla ein vollständiger Peptidoglykan-Biosyntheseweg gefunden. Bei M. commoda sind offenbar nur einige relevante Enzyme vorhanden. Während die Rolle dieses Weges für Micromonas noch untersucht wird, verweist diese Beobachtung auf eine gemeinsame Abstammung der Chloroplasten der Micromonas-Arten und der Glaucophyten-Algen. Dies gilt als Bestätigung der Endosymbiontentheorie, nach der die einfachen „primären“ Chloroplasten direkt von Cyanobakterien abstammen.

## Ökologische Bedeutung
Micromonas machen einen beträchtlichen Teil der picoplanktonischen Biomasse und Produktivität sowohl in den Ozeanen als auch in den Küstenregionen aus. Die Häufigkeit von Micromonas hat in den letzten zehn Jahren zugenommen, ein Anstieg, der erwiesenermaßen auf den Klimawandel zurückzuführen ist, welcher sich in der Arktis noch drastischer bemerkbar gemacht hat, als in den anderen Klimazonen. Früher dachte man, dass die Mitglieder der Grünalgen ausschließlich photosynthetisch aktiv sind. Inzwischen hat man aber festgestellt, dass das für viele Spezies nicht zutrifft. Diese haben wie Micromonas und die Prasinophyten eine mixotrophe Lebensweise angenommen und konsumieren auch kleinere Mikroben (Prokaryoten). Sie haben daher große Auswirkungen auf die prokaryotischen Populationen in der Arktis. Studien deuten darauf hin, dass dadurch diese photosynthetischen und bakterivoren (Bakterien-fressenden) Picoeukaryoten bald in den arktischen Systemen dominant werden dürften was die Primärproduktivität und das Vertilgen von Bakterien angeht. Laborstudien haben gezeigt, dass viele Arten innerhalb einer einzigen Gattung dieser Organismen ihre mixotrophen Strategien an ihre unterschiedlichen Umgebungen angepasst haben. Die Umgebungen können sich durch Lichtintensität, Nährstoffverfügbarkeit und Größe der Beute unterscheiden, und die Anpassungen in den einzelnen Linien (Kladen) dienen einer Maximierung der Effizienz.

## Virusinfektionen
Es werden immer mehr Micromonas-infizierende Viren entdeckt und untersucht. Viren sind wichtig für das Gleichgewicht des marinen Ökosystems, da sie die Zusammensetzung der mikrobiellen Gemeinschaften regulieren. Ihr Auftreten kann durch verschiedene Faktoren wie Temperatur, Art der Infektion und Wirtsbedingungen beeinflusst werden.
Die bisher gefundenen Viren lassen sich taxonomisch zwei Virusfamilien zuordnen:
- Reoviridae (Reoviren), im Realm Riboviria, Klasse Resentoviricetes, Ordnung Reovirales
- Phycodnaviridae, Riesenviren im Realm Varidnaviria, Klasse Nucleocytoviricota (NCLDV), Ordnung Algavirales

Eine weitere (nicht-taxonomische) Klassifizierung erfolgt nach der Wirtsspezies. Im Folgenden sind vorgeschlagene Virusspezies in Anführungszeichen gesetzt, wenn sie vom International Committee on Taxonomy of Viruses (ICTV) (noch) nicht bestätigt sind. Bestätigt sind derzeit (Stand Dezember 2021) nur Micromonas pusilla reovirus (MpRV) und Micromonas pusilla virus SP1 (MpV-SP1).

### Viren assoziiert mitM. pusilla
Mit Stand 2015 wurden 45 Virusstämme verschiedener Virenspezies identifiziert, die mit Populationen von M. pusilla koexistieren, d. h. diese Spezies infizieren (oder zumindest mit ihnen assoziiert sind). Die Virusinfektiosität hängt vom Wirtsstamm, der Verfügbarkeit von Licht und der Virusadsorption (wie sich das Virus an seinen Wirt anheften kann) ab. Schätzungen zufolge werden pro Tag durchschnittlich 2 bis 10 % der Population von M. pusilla durch Viruslyse vernichtet.
Familie Reoviridae, Unterfamilie Sedoreovirinae, Gattung Mimoreovirus
- Micromonas pusilla reovirus (MpRV) mit Micromonas pusilla reovirus isolate Netherlands[39][40]

Dies ist das erste gefundene Reovirus, das Protisten infiziert und ist größer als andere Mitglieder der Reoviridae
Familie Phycodnaviridae, Gattung Prasinovirus
- Micromonas pusilla-Virus SP1 (MpV-SP1, MPV SP1, MpV-1)[43][44][45][46]

MpV-SP1 wurde aus einer aus San Diego entnommenen Wasserprobe isoliert.
- „Micromonas pusilla virus SP1 sensu lato“ – zusätzlicher Eintrag beim National Center for Biotechnology Information (NCBI) – neben dem obigen ICTV-konformen Eintrag zu SP1[48] – mit den Stämmen Micromonas pusilla virus GM1, PB6, PB7, PB8, PL1, SG1 und SP2
- „Micromonas pusilla Virus 12T“ (MpV-12T, T steht für Texel, Niederlande, infiziert M. pusilla Stamm LAC38)[43][49] – nach NCBI zur Gattung Prasinovirus[50]
- „Micromonas pusilla-Virus 03T“ (MpV-03T, infiziert M. pusilla Stamm LAC38) – nahe MpV-12T[49]
- „Micromonas pusilla-Virus 06T“ (MpV-06T, infiziert M. pusilla Stamm LAC38) – nahe MpV-12T[49]
- „Micromonas pusilla-Virus 08T“ (MpV-08T, infiziert M. pusilla Stamm LAC38) – nahe MpV-12T[49]
- „Micromonas pusilla-Virus 09T“ (MpV-09T, infiziert M. pusilla Stamm LAC38) – nahe MpV-12T[49]
- „Micromonas pusilla-Virus 10T“ (MpV-10T, infiziert M. pusilla Stamm LAC38) – nahe MpV-12T[49]
- „Micromonas pusilla-Virus 11T“ (MpV-11T, infiziert M. pusilla Stamm LAC38) – nahe MpV-12T[49]
- „Micromonas pusilla-Virus 14T“ (MpV-14T, infiziert M. pusilla Stamm LAC38) – nahe MpV-12T[49]
- „Micromonas pusilla-Virus 39T“ (MpV-39T, infiziert M. pusilla Stamm LAC38) – nahe MpV-12T[49]
- „Micromonas pusilla-Virus 42T“ (MpV-42T, infiziert M. pusilla Stamm LAC38) – nahe MpV-12T[49]
- „Micromonas pusilla-Virus 43T“ (MpV-43T, infiziert M. pusilla Stamm LAC38) – nahe MpV-12T[49]

Anmerkung: Das National Center for Biotechnology Information (NCBI) ordnet nur MpV-12T der Gattung Prasinovirus zu und lässt die hier nachfolgend gelisteten Einträge innerhalb der Familie Phycodnaviridae unklassifiziert. Nach Martínez et al. (2015) stehen diese hier aber in sehr naher Verwandtschaft zur Prasinovirus-Gattung MpV-12T (siehe auch Prasinovirus §Innere Systematik).
Familie Phycodnaviridae, nicht weiter klassifiziert:
- „Micromonas pusilla virus 02T“ (MpV-02T)
- „Micromonas pusilla virus 04T“ (MpV-02T)
- „Micromonas pusilla virus 05T“ (MpV-02T)
- „Micromonas pusilla virus 07T“ (MpV-02T)
- „Micromonas pusilla virus 13T“ (MpV-02T)
- „Micromonas pusilla virus 38T“ (MpV-02T)
- „Micromonas pusilla virus 40T“ (MpV-02T)
- „Micromonas pusilla virus 41T“ (MpV-02T)

### Viren assoziiert mitM. polaris
- „Micromonas polaris virus“ (MpoV)[52] alias „Micromonas polaris virus 45T“ (MpoV-45T)[19]

Dies ist das erste Phycodnavirus, das aus polaren Gewässern isoliert wurde. Es kann M. polaris (Stamm RCC2258) infizieren. Diese Spezies ist der polaren Ökotyp von Micromonas, der sich an Gewässer mit niedrigen Temperaturen angepasst hat.
Es gibt Hinweise darauf, dass der Temperaturanstieg infolge des Klimawandels zu einer Verschiebung des Gleichgewichts zwischen diesem Virus und seinem Wirts führen kann (en. climate change may shift the clonal composition of both the virus and host).
Das Virus ist nach NCBI nicht näher klassifiziertes Mitglied der Phycodnaviridae, nach Maat et al. (2017) gehört es innerhalb dieser Familie ebenfalls zur Gattung Prasinovirus.

### Andere Viren assoziiert mitMicromonassp.
In der Gattung Prasinovirus der Familie Pycodnaviridae:
- „Micromonas virus Mi1109V14“ (Mi1109V14)
- „Micromonas virus Mi497V14“ (Mi497V14)
- „Micromonas virus Mi829V1“ (Mi829V1)
- „Micromonas virus Mic497V2“ (Mic497V2)
- „Micromonas virus MicAV8“ (MicAV8)
- „Micromonas virus MicAV11“ (MicAV11)
- „Micromonas virus MicAV16“ (MicAV16)
- „Micromonas virus MicAV17“ (MicAV17)
- „Micromonas virus MicAV27“ (MicAV27)
- „Micromonas virus MicAV29“ (MicAV29)
- „Micromonas virus MicAV30“ (MicAV30)
- „Micromonas virus MicBV10“ (MicBV10)
- „Micromonas virus MicBV26“ (MicBV26)
- „Micromonas virus MicBV30“ (MicBV30)
- „Micromonas virus MicBV39“ (MicBV39)
- „Micromonas virus MicCV9“ (MicCV9)
- „Micromonas virus MicCV32“ (MicCV32)
- „Micromonas sp. RCC1109 virus MpV1“ (MpV1)

Nicht näher klassifizierte Spezies in der Familie Pycodnaviridae:
- „Micromonas virus MiV93“ (MiV93)
- „Micromonas virus MiV100“ (MiV100)
- „Micromonas virus MiV130“ (MiV130)

## Anwendungen
Mit der wachsenden Weltbevölkerung steigt die Nachfrage nach Wildfischen und Algen als Quelle für mehrfach ungesättigte Fettsäuren (PUFA), die für Wachstum und Entwicklung sowie für die Erhaltung der Gesundheit des Menschen erforderlich sind. Neuere Forschungsarbeiten untersuchen einen alternativen Mechanismus für die Produktion von PUFA durch den Einsatz von Acyl-CoA-Δ6-Desaturase, einem Enzym von M. pusilla, in Pflanzen. Stämme von M. pusilla mit Acyl-CoA-Δ6-Desaturase sind sehr effektiv im Syntheseweg für mehrfach ungesättigte Fettsäuren (aufgrund der starken Bindungspräferenz für Omega-3-Substrate in Landpflanzen).